# 联合国儿童基金会

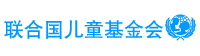
联合国儿童基金会中文标志

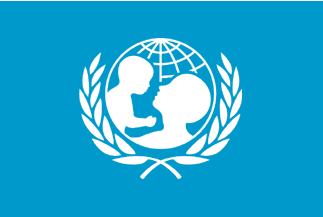
联合国儿童基金会旗帜

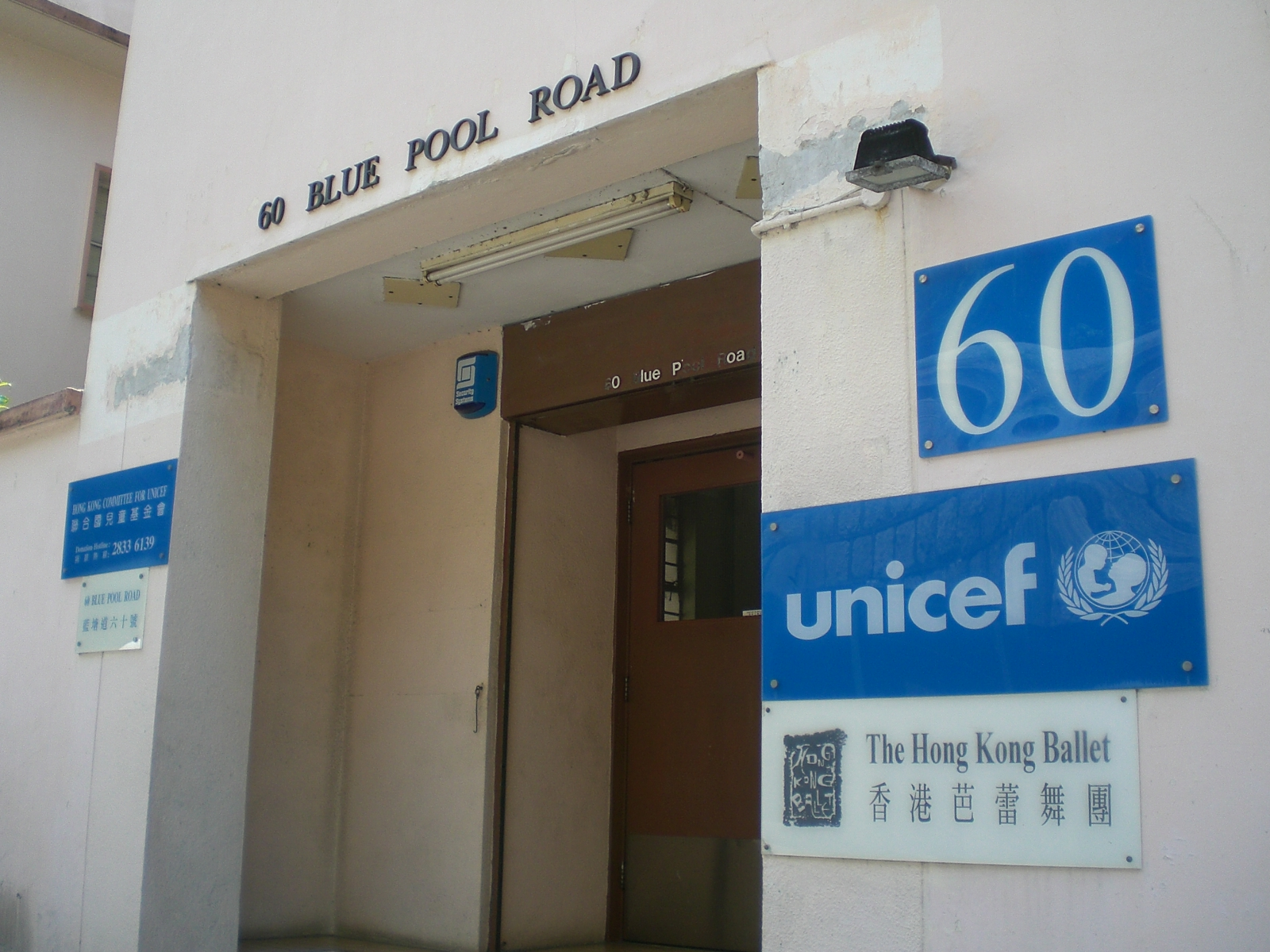
香港跑馬地藍塘道联合国儿童基金会香港分會舊址

联合国儿童基金会（英語：The United Nations Children's Fund）（舊称聯合國國際兒童緊急救援基金會，简称）是聯合國一個專門機構，於1946年12月11日在联合国大会上成立，总部設於美國纽约，对发展中国家的母亲和孩子进行长期的人道主义和发展援助。作为一个志愿性的基金机构，联合国儿童基金会依靠政府和私人的捐助。他的项目着重于提高社区服务水平，以提高儿童的健康。联合国儿童基金会在1965年获得了诺贝尔和平奖，而本會亦於1985至87年間成立香港跑馬地分會，現址位於香港島炮台山英皇道75-83號聯合出版大廈。在联合国儿童基金会执行主任Carol Bellamy到期以后，2005年5月由美国前农业部部长担任执行主任，将加速新千年的发展目标提上了议事日程。
联合国儿童基金会是促进建立一个实现儿童权利世界的主要推动力。联合国儿童基金会对全球决策者及基层各类合作伙伴的影响力可将一些富有创意的想法变为现实。这个特性使其有别于其他世界组织和从事儿童工作的组织。联合国儿童基金会相信抚养和关爱儿童是人类发展的基石。联合国儿童基金会就是为了实现这一目的而创立的—与其他机构协力克服贫困、暴力、疾病和歧视给儿童成长之路带来的障碍。联合国儿童基金会认为我们能够携手推进这一人道主义事业。
作为联合国主管儿童问题的机构，联合国儿童基金会在156个发展中和转型中国家开展工作，保障儿童的生存和发展。联合国儿童基金会是世界上最大的为贫穷国家提供疫苗的机构，为确保儿童的健康和达到营养标准，它通过为所有男女孩童提供高质量的基础教育、安全净水和卫生设施以及努力保护儿童免遭暴力、剥削和艾滋病的影响来推进千年发展目标的实现。
注意名稱相似的世界儿童基金会與聯合國兒童基金會或聯合國並無關係。

## 重点项目
联合国儿童基金会目前的工作重点主要包括五个方面：女童教育，注射疫苗，保护儿童，爱滋病防治和早期教育。其他的工作重点还包括救助儿童，儿童与家庭和发展体育。

### 女童教育

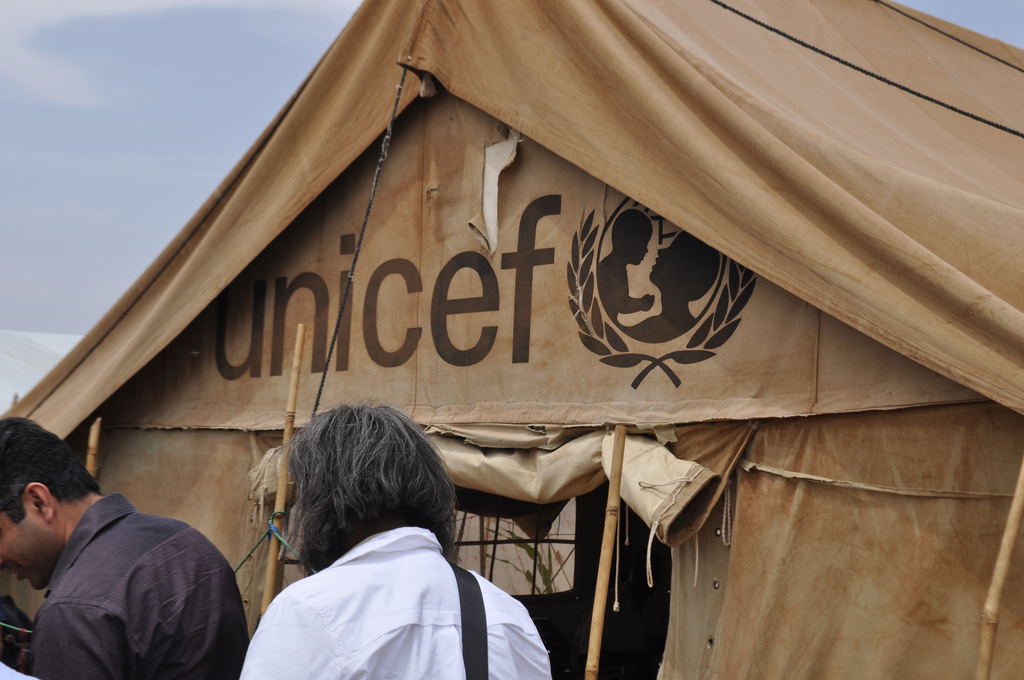
儿童基金会難民營

教育被证明是一种能有效改善所有人的生活，尤其是儿童生活的途径。教育年轻女性无论是对现在还是对将来一代人都具有特殊的意义。这也会影响到UNICEF所实行的其他一系列重点项目，如救助儿童，儿童与家庭，儿童免疫和保护儿童。
UNICEF的目标是让更多的女童进入学校，确保她们能完成学业，学会将来生存所需的最基本的技能。为了确保每个男孩女孩受教育的权利，UNICEF的加速策略从2002到2005年在25个国家加速女生的招收。

### 注射疫苗
在近20年注射疫苗都是改善全球儿童健康的直接方式。但每年仍有超过两百万的儿童因为没有接受价格低廉的疫苗注射而死于疾病。
附加项目是注射疫苗过程中可能实现的其他项目。从补充营养到分发未经杀虫剂处理过的蚊帐。这些附加项目使注射疫苗成为保证儿童健康的强大工具。

### 保护儿童
每天都有儿童被迫去做士兵，娼妓，廉价劳动力和仆人。他们被虐待，剥削，成为暴力的受害者，这使他们成为没有文化，不健康和贫困的儿童。UNICEF通过各种方式给他们提供保护和支持。

### 艾滋病防治
因为艾滋病有1400万儿童成为孤儿。新感染人群中有一半都在25岁以下，其中女患者更多更年轻。为了保护和支持这些孤儿，防止亲子感染，为了给年轻人提供考虑性别，适宜年轻人的服务，UNICEF也拥护保护性的家庭，社会和法律环境。UNICEF也致力于开展一些控制在线和离线儿童色情的项目。

### 儿童早期保障
预防疾病，保障健康：包括给儿童、其监护人及其社区提供免疫，充足的营养，洁净的饮用水和基本的卫生。

## 社会关注
西班牙巴塞罗那足球俱乐部于2006年与联合国儿童基金会达成广告协议，慈善性在其球衣前使用UNICEF标志，及将俱乐部年度收益的0.7%捐给联合国发展千禧年发展目标计划，而且每年都会做相应的慈善活动。

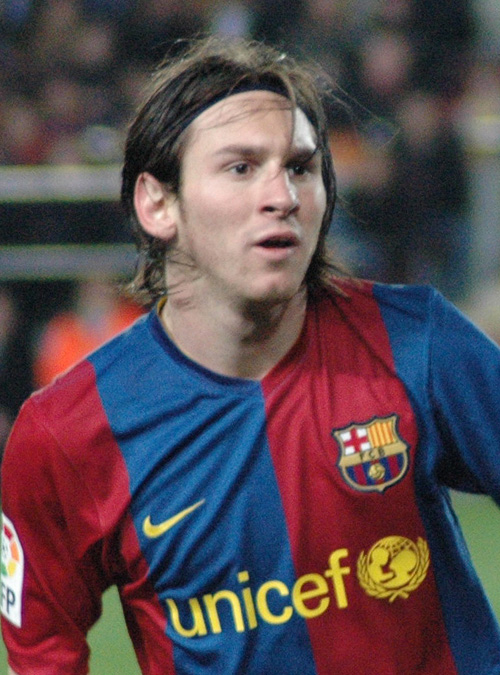
2007年，利昂内尔·梅西身穿印有联合国儿童基金会标志的巴塞罗那球衣。

联合国儿童基金会亲善大使分为国际亲善大使、地区级亲善大使、国家级亲善大使。国际亲善大使有貝克漢姆、王源、郭富城、黎明、费德勒、罗渣·摩亞、郎朗、崔始源等等。